# Funzione grammaticale
In linguistica, per funzione grammaticale, si intende il ruolo logico-grammaticale svolto dal termine preso in considerazione, ovvero l'insieme delle sue proprietà sintattiche, spesso in unione al loro valore semantico (detto ruolo tematico).
Alcuni esempi di funzione grammaticale possono essere:
- Soggetto grammaticale
- Oggetto grammaticale
- i cosiddetti complementi

Ogni funzione quindi avrà un suo particolare comportamento sintattico, che sarà definito, ad esempio, dalla posizione che assume nella frase rispetto al verbo, dal termine con cui si accorda, dalle parti del discorso da cui può essere svolta.